# The Serpent Is Rising
The Serpent Is Rising es el tercer álbum de estudio de la banda estadounidense Styx, publicado en 1973.

## Lista de canciones
| Lado A |                                                                               |                     |          |  |
| N.º    | Título                                                                        | Vocalista principal | Duración |  |
| 1.     | «Witch Wolf»                                                                  | Young               | 3:57     |  |
| 2.     | «The Grove of Eglantine»                                                      | DeYoung             | 5:00     |  |
| 3.     | «Young Man»                                                                   | Young               | 4:45     |  |
| 4.     | «As Bad as This" - a. "As Bad as This" - 3:45 - b. "Plexiglas Toilet" - 2:22» | Curulewski          | 6:10     |  |

| Lado B |                                                          |                                                    |          |  |
| N.º    | Título                                                   | Vocalista principal                                | Duración |  |
| 1.     | «Winner Take All»                                        | Young                                              | 3:10     |  |
| 2.     | «22 Years»                                               | DeYoung, Young                                     | 3:39     |  |
| 3.     | «Jonas Psalter»                                          | Young                                              | 4:41     |  |
| 4.     | «The Serpent Is Rising»                                  | Curulewski                                         | 4:55     |  |
| 5.     | «Krakatoa»                                               | Curulewski                                         | 1:36     |  |
| 6.     | «Hallelujah Chorus» (original de George Frideric Handel) | DeYoung, Young, Curulewski, C. Panozzo, J. Panozzo | 2:14     |  |

## Créditos
- Dennis DeYoung – voz, teclados
- James Young – voz, guitarras
- John Curulewski – voz, guitarras
- Chuck Panozzo – bajo
- John Panozzo – batería, percusión

## Listas
Álbum - Billboard (Estados Unidos)
| Año  | Lista | Posición |
| ---- | ----- | -------- |
| 1974 | Pop   | 192      |